# Sowiecka Formuła 3 Sezon 1987
Sezon 1987 Sowieckiej Formuły 3 – dwudziesty ósmy sezon Sowieckiej Formuły 3, składający się z czterech eliminacji (Rustawi, Czajka oraz dwie na torze Bikernieki). Mistrzem został Toomas Napa, ścigający się Estonią 21M.
Był to ostatni sezon Sowieckiej Formuły 3.

## Kalendarz wyścigów
| Runda | Data           | Tor     | Pole position | Najszybsze okrążenie | Zwycięzca (kierowcy) | Zwycięzca (zespoły) |
| ----- | -------------- | ------- | ------------- | -------------------- | -------------------- | ------------------- |
| 1     | 25–26 kwietnia | Rustawi | ?             | ?                    | Toomas Napa          | DOSAAF Tallinn      |
| 2     | 27–28 czerwca  | Kijów   | ?             | ?                    | Toomas Napa          | DOSAAF Tallinn      |
| 3     | 11–12 lipca    | Ryga    | ?             | Toomas Napa          | Toomas Napa          | DOSAAF Ryga         |
| 4     | 22–23 sierpnia | Ryga    | ?             | ?                    | Władisław Barkowski  | Spartak Moskwa      |

## Klasyfikacja kierowców
| Legenda oznaczeń w tabelach wyników Wyświetl szablon na nowej stronie | Legenda oznaczeń w tabelach wyników Wyświetl szablon na nowej stronie                                                                     |
| Oznaczenie                                                            | Wyjaśnienie |
| --------------------------------------------------------------------- | --- |
| Złoty                                                                 | Zwycięzca lub mistrzostwo |
| Srebrny                                                               | 2. miejsce lub wicemistrzostwo |
| Brązowy                                                               | 3. miejsce lub II wicemistrzostwo |
| Zielony                                                               | Ukończył, punktował (w klasyfikacji generalnej, gdy zdobył co najmniej jeden punkt na przestrzeni sezonu, poza trzema powyższymi opcjami) |
| Niebieski                                                             | Ukończył, nie punktował (w klasyfikacji generalnej, gdy nie zdobył co najmniej jednego punktu na przestrzeni sezonu)                      |
| Czerwony                                                              | Nie zakwalifikował się (NZ) |
| Czerwony                                                              | Nie prekwalifikował się (NPK) |
| Różowy                                                                | Nie ukończył (NU) |
| Różowy                                                                | Niesklasyfikowany (NS) (w klasyfikacji generalnej, gdy nie został sklasyfikowany w żadnym wyścigu sezonu)                                 |
| Czarny                                                                | Zdyskwalifikowany (DK) |
| Czarny                                                                | Wykluczony (WYK/EX) |
| Biały                                                                 | Nie wystartował (NW) |
| Biały                                                                 | Kontuzjowany (K/INJ) |
| Biały                                                                 | Wyścig odwołany (OD/C) |
| Bez koloru                                                            | Został wycofany (WYC/WD) |
| Bez koloru                                                            | Nie przybył (NP/DNA) |
| Bez koloru                                                            | Nie brał udziału w treningach (NT/DNP) |
| Bez koloru                                                            | Nie został zgłoszony (–) |
| Pogrubienie                                                           | Start z pole position |
| Kursywa                                                               | Najszybsze okrążenie wyścigu |
| †                                                                     | Nie ukończył, ale jego rezultat został zaliczony ze względu na przejechanie więcej niż 90% dystansu wyścigu.                              |
| *                                                                     | Sezon w trakcie |
| 1/2/3                                                                 | Punktowana pozycja w sprincie kwalifikacyjnym                                                                                             |
| Lista systemów punktacji Formuły 1                                    | |

| Poz. | Kierowca               | Zespół                 | RST | CZJ | RGA | RGA | Punkty |
| ---- | ---------------------- | ---------------------- | --- | --- | --- | --- | ------ |
| 1    | Toomas Napa            | DOSAAF Tallinn         | 1   | 1   | 1   | 2   | 330,5  |
| 2    | Władisław Barkowski    | Spartak Moskwa         | 5   | NU  | 3   | 1   | 299    |
| 3    | Sergejs Pugačs         | DOSAAF Ryga            | 2   | 10  | NU  | 3   | 249,5  |
| 4    | Siergiej Gorszeniew    | DOSAAF Widnoje         | NU  | NU  | 2   | 4   | 221    |
| 5    | Pawieł Łakija          | DOSAAF Moskwa          | 11  | 3   | NU  | 6   | 203    |
| 6    | Władimir Kriwodub      | DOSAAF Tallinn         | NU  | 4   | 4   | 11  | 187,5  |
| 7    | Avo Soots              | Kalev Tallinn          | 12  | 2   | NU  | 10  | 172,5  |
| 8    | Anatolij Szimakowski   | Sowieckaja Armia Mińsk | 4   | NU  | NU  | 7   | 171    |
| 9    | Lembit Tammsaar        | DOSAAF Tallinn         | 3   | 7   | NU  | NU  | 158,5  |
| 10   | Aleksandr Romaszin     | DOSAAF Borysów         | 6   | 9   | 6   | 12  | 156    |
| 11   | Urmas Haamer           | DOSAAF Harju           | 13  | NU  | NU  | 5   | 146,5  |
| 12   | Garri Mazmanow         | DOSAAF Baku            | 18  | 13  | 7   | 9   | 144,5  |
| 13   | Eduard Markowski       | DOSAAF Leningrad       | 17  | -   | 10  | 8   | 124    |
| 14   | Michaił Dżawachiszwili | DOSAAF Tbilisi         | 15  | 11  | 8   | 13  | 115,5  |
| 15   | Walerij Sułtanow       | DOSAAF Machaczkała     | 9   | 8   | NU  | NU  | 110,5  |
| 16   | Raul Sarap             | Kalev Tallinn          | NU  | 5   | NU  | NW  | 101    |
| 17   | Leo Jazel              | DOSAAF Tallinn         | 7   | NU  | NU  | NU  | 81,5   |
| 18   | Aleksandr Seropow      | Sowieckaja Armia Kijów | NU  | 6   | NU  | NU  | 73,5   |
| 19   | Władimir Gawrilenko    | DOSAAF Krzemieńczuk    | 8   | NU  | -   | NW  | 72     |
| 20   | Andris Skreija         | DOSAAF Ryga            | -   | -   | 5   | NW  | 66     |
| 21   | Władimir Sorokinski    | Spartak Leningrad      | -   | NU  | 9   | -   | 49     |
| 22   | Giennadij Ładesow      | DOSAAF Mińsk           | 10  | -   | -   | -   | 45     |
| 23   | Aleksandr Jeremiejew   | Spartak Leningrad      | -   | NU  | 11  | -   | 42     |
| 24   | Wiktor Piatych         | DOSAAF Togliatti       | NU  | 12  | -   | -   | 41     |
| 25   | Aleksandr Proswietow   | DOSAAF Taszkient       | 16  | NU  | -   | -   | 33     |
| 26   | Ilmar Pardane          | DOSAAF Tallinn         | 14  | -   | -   | -   | 30     |
| 27   | Sergejs Mironenko      | DOSAAF Kowno           | -   | NU  | -   | -   | 15     |
| 28   | Jurij Lewczenko        | DOSAAF Gorki           | -   | NU  | -   | -   | 12     |
| 29   | Grigorij Chrapunowicz  | DOSAAF Leningrad       | NU  | -   | -   | -   | 1      |